# Marvel's Runaways
Marvel's Runaways, o simplement Runaways, és una sèrie de televisió estatunidenca creada per Josh Schwartz i Stephanie Savage per al servei de streaming Hulu, basada en l'equip de superherois de Marvel Comics del mateix nom. Està ambientada al Marvel Cinematic Universe (MCU), compartint continuïtat amb les altres sèries de televisió de la franquícia i reconeixent la continuïtat de les pel·lícules de la franquícia. La sèrie està produïda per ABC Signature Studios, Marvel Television i Fake Empire Productions, amb Schwartz i Savage com a productors creadors.
Rhenzy Feliz, Lyrica Okano, Virginia Gardner, Ariela Barer, Gregg Sulkin i Allegra Acosta interpreten els personatges protagonistes dels Runaways, sis adolescents de diferents orígens que s'uneixen contra els seus pares, Pride, interpretats per Angel Parker, Ryan Sands, Annie Wersching, Kip Pardue., Ever Carradine, James Marsters, Brigid Brannagh, Kevin Weisman, Brittany Ishibashi i James Yaegashi. Julian McMahon també protagonitza la segona temporada com a Jonah, després de ser recurrent a la primera, mentre que Clarissa Thibeaux protagonitza la tercera temporada com a Xavin, després de ser recurrent a la segona.
Una pel·lícula de Marvel Studios basada en els Runaways s'havia començat a desenvolupar el maig de 2008, abans de ser arxivada el 2013 a causa de l'èxit de The Avengers. L'agost de 2016, Marvel Television va anunciar que Runaways havia rebut una comanda de pilot de Hulu, després de ser desenvolupada i escrita per Schwartz i Savage. El càsting de The Runaways and the Pride es va revelar el febrer del 2017, el rodatge del pilot va començar a Los Angeles el febrer de 2017 i la sèrie va ser encarregada oficialment per Hulu el maig de 2017.
La primera temporada es va estrenar del 21 de novembre de 2017 al 9 de gener de 2018. El programa es va renovar per a una segona temporada de 13 episodis, que es va estrenar íntegrament el 21 de desembre de 2018. La tercera i última temporada de deu episodis es va estrenar el 13 de desembre de 2019. Runaways va ser eliminat de Hulu el maig de 2023 com una de les mesures per reduir costos de Disney.

## Premissa
Sis adolescents de diferents orígens s'uneixen contra un enemic comú: els seus pares criminals, que dirigeixen col·lectivament una organització anomenada Pride (Orgull). A la segona temporada, els adolescents estan fugint dels seus pares, viuen pel seu compte i esbrinen com aturar Pride. La tercera temporada veu Nico Minoru i els altres membres de l'equip enfrontar-se a aliens i Morgan le Fay.

## Repartiment i personatges

### Principal

Alguns actors principals
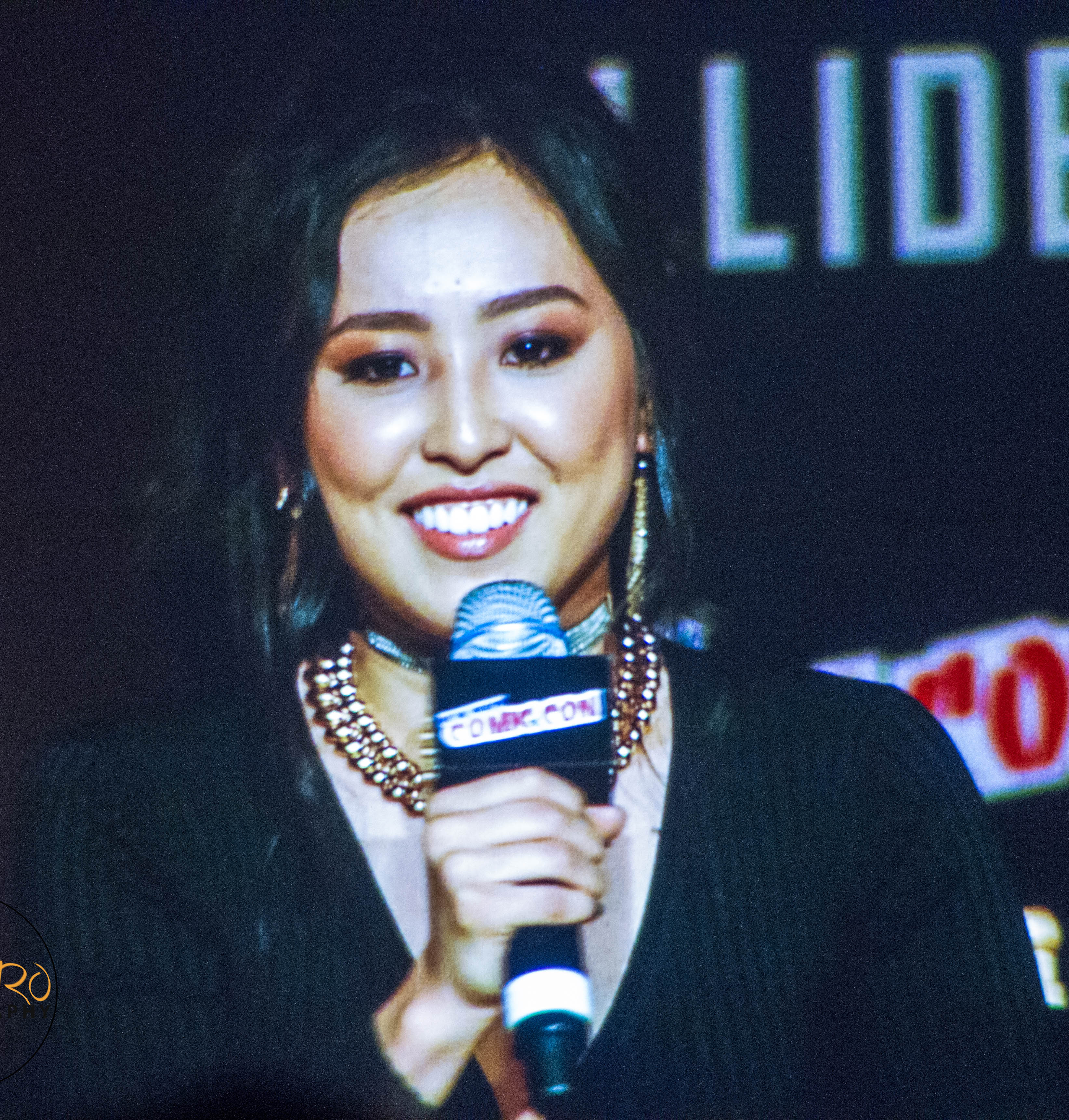
Lyrica Okano interpreta Nico Minoru.
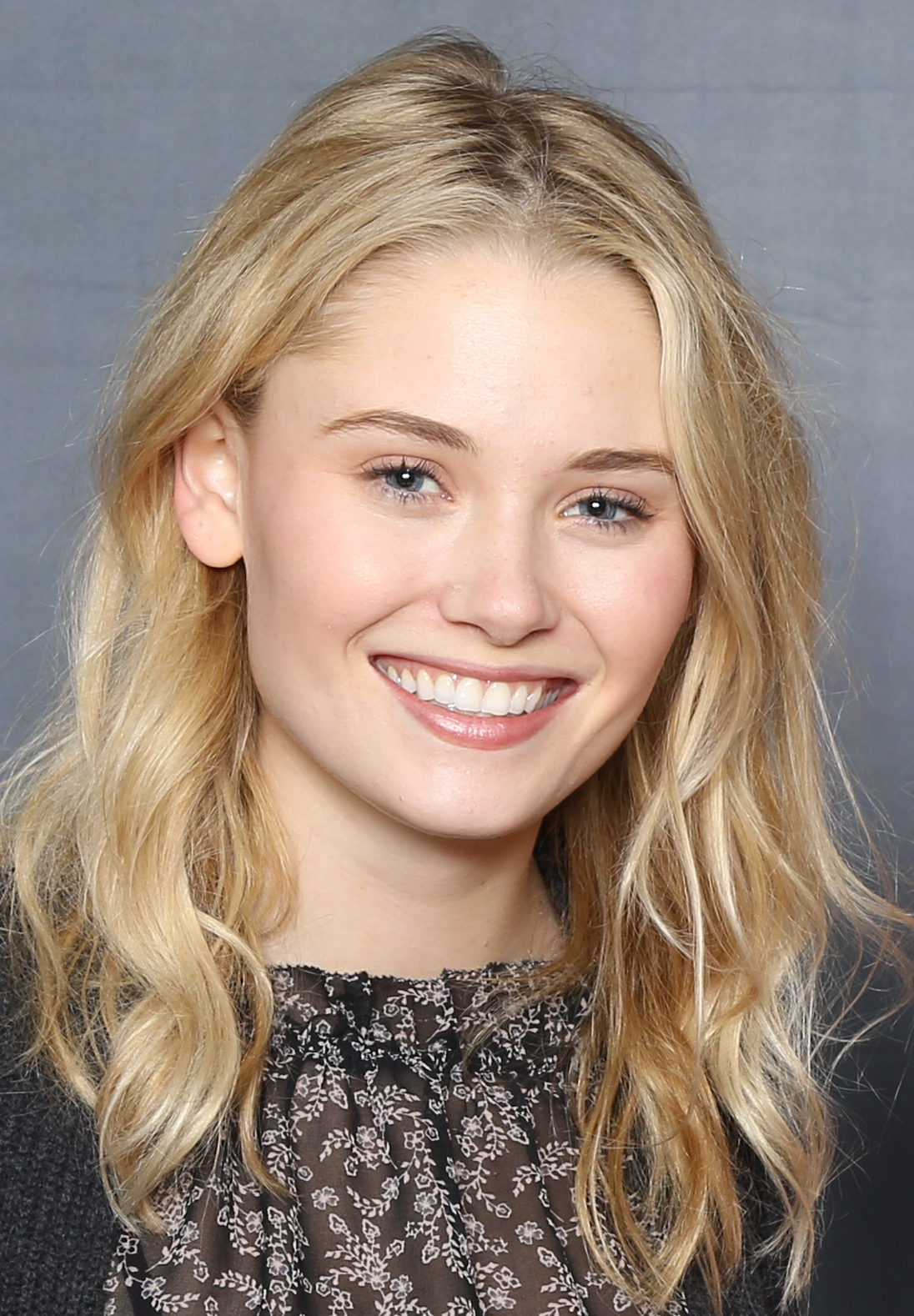
Virginia Gardner interpreta Karolina Dean.
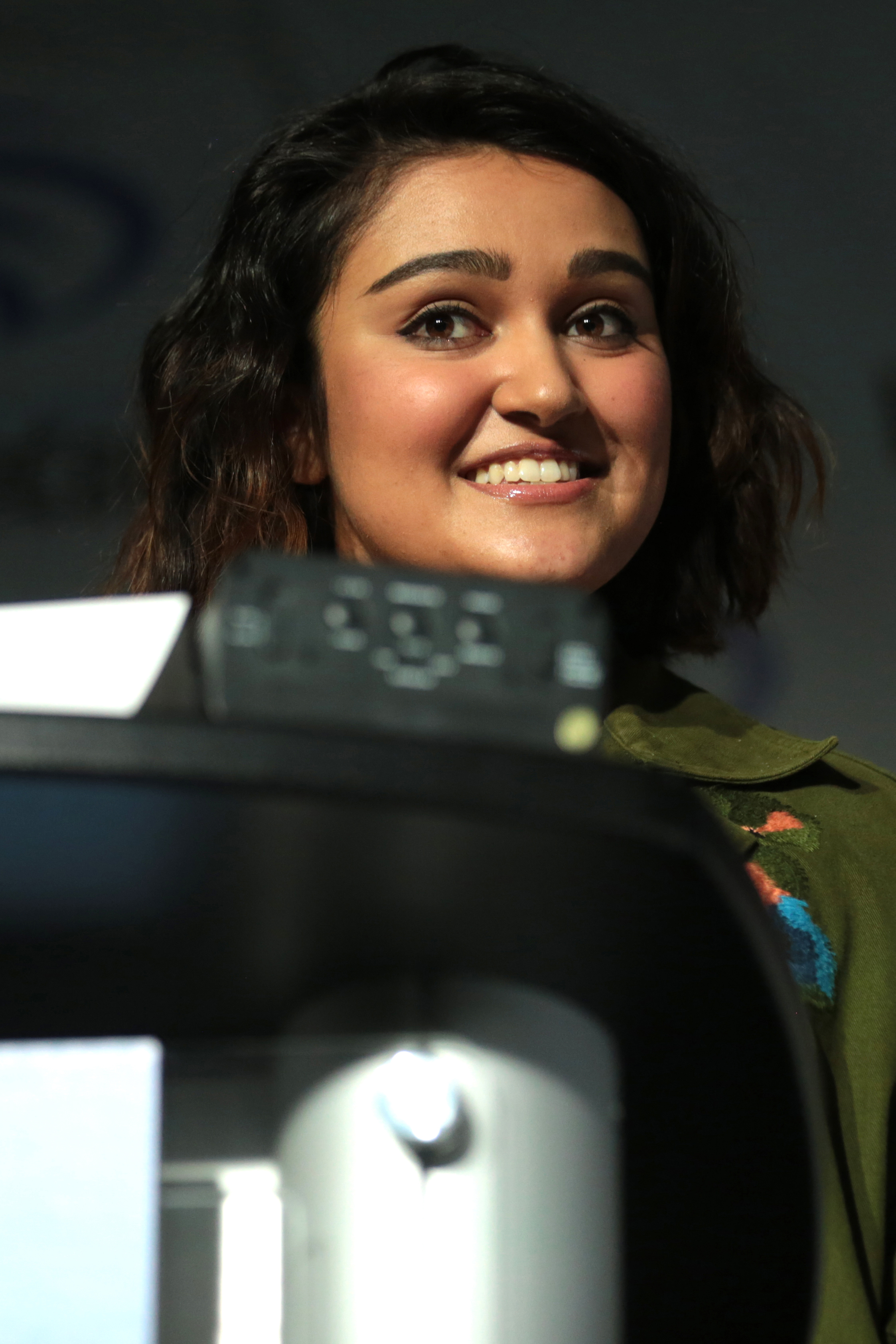
Ariela Barer interpreta Gertrude «Gert» Yorkes.
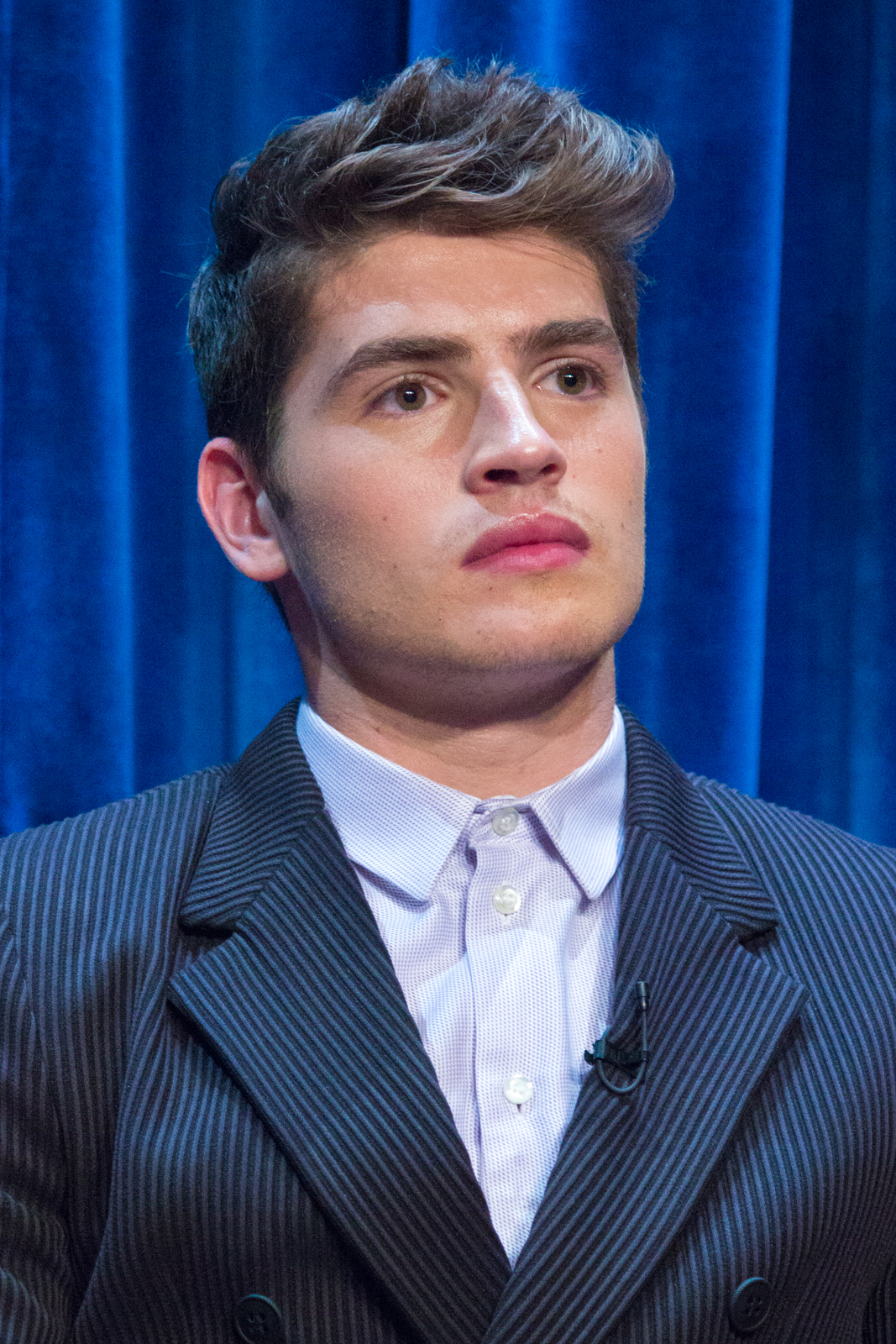
Gregg Sulkin interpreta Chase Stein.
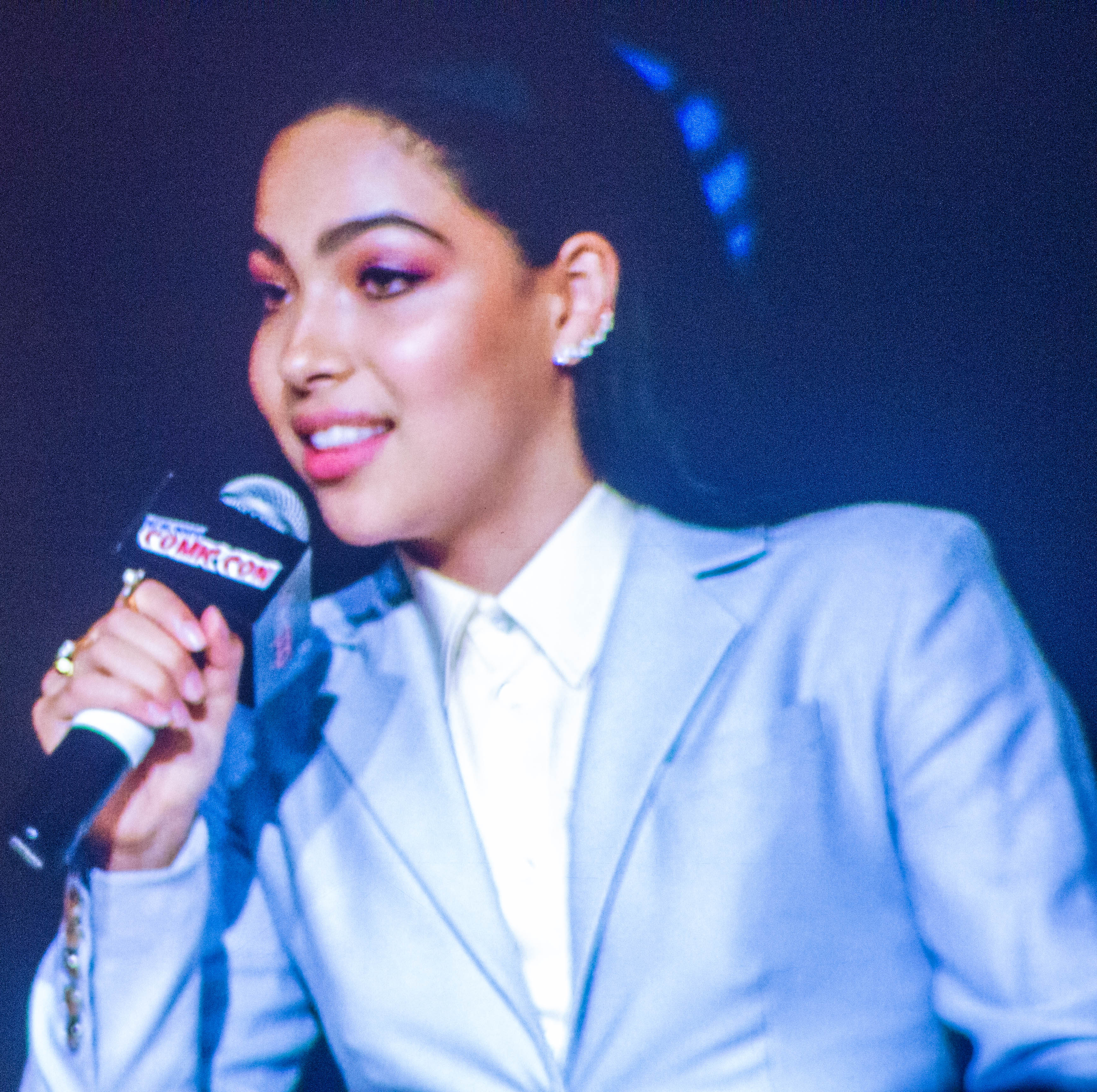
Allegra Acosta interpreta Molly Hernandez.
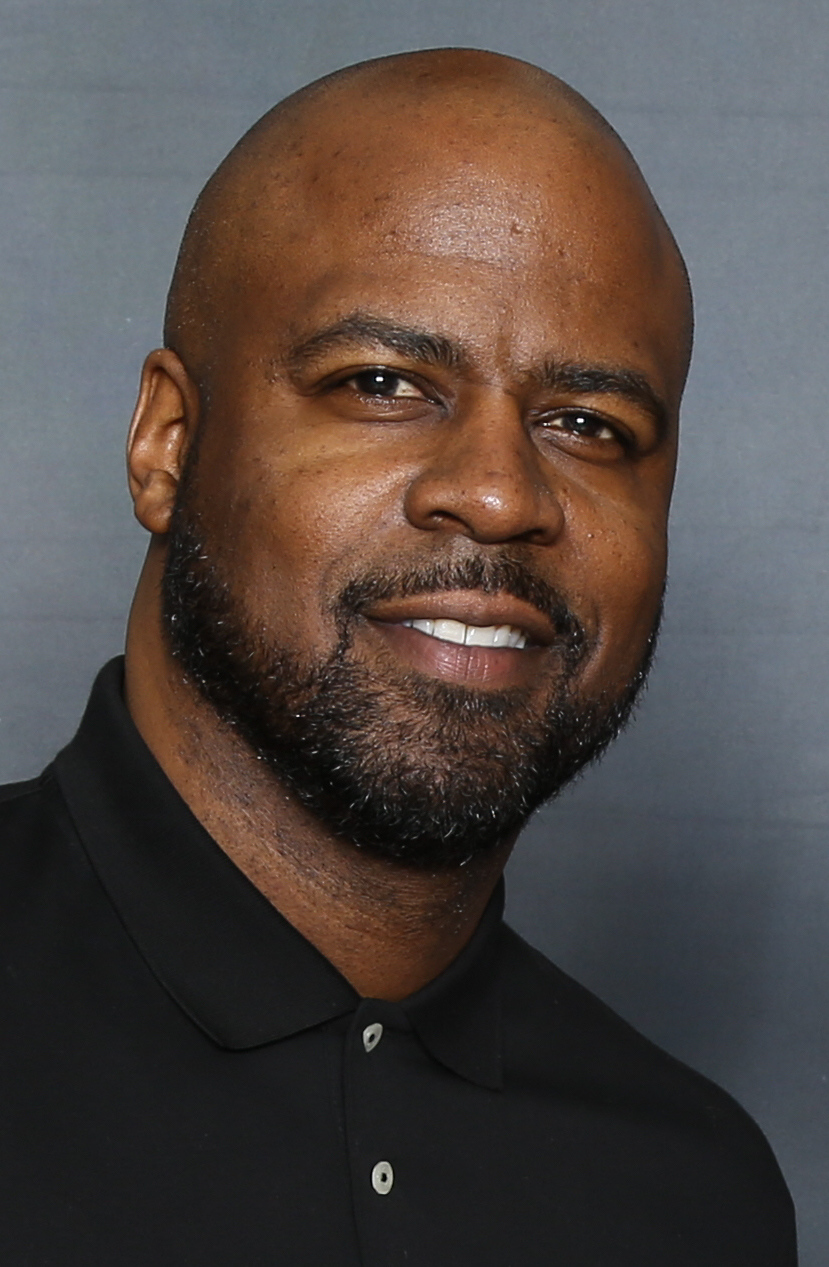
Ryan Sands interpreta Geoffrey Wilder.
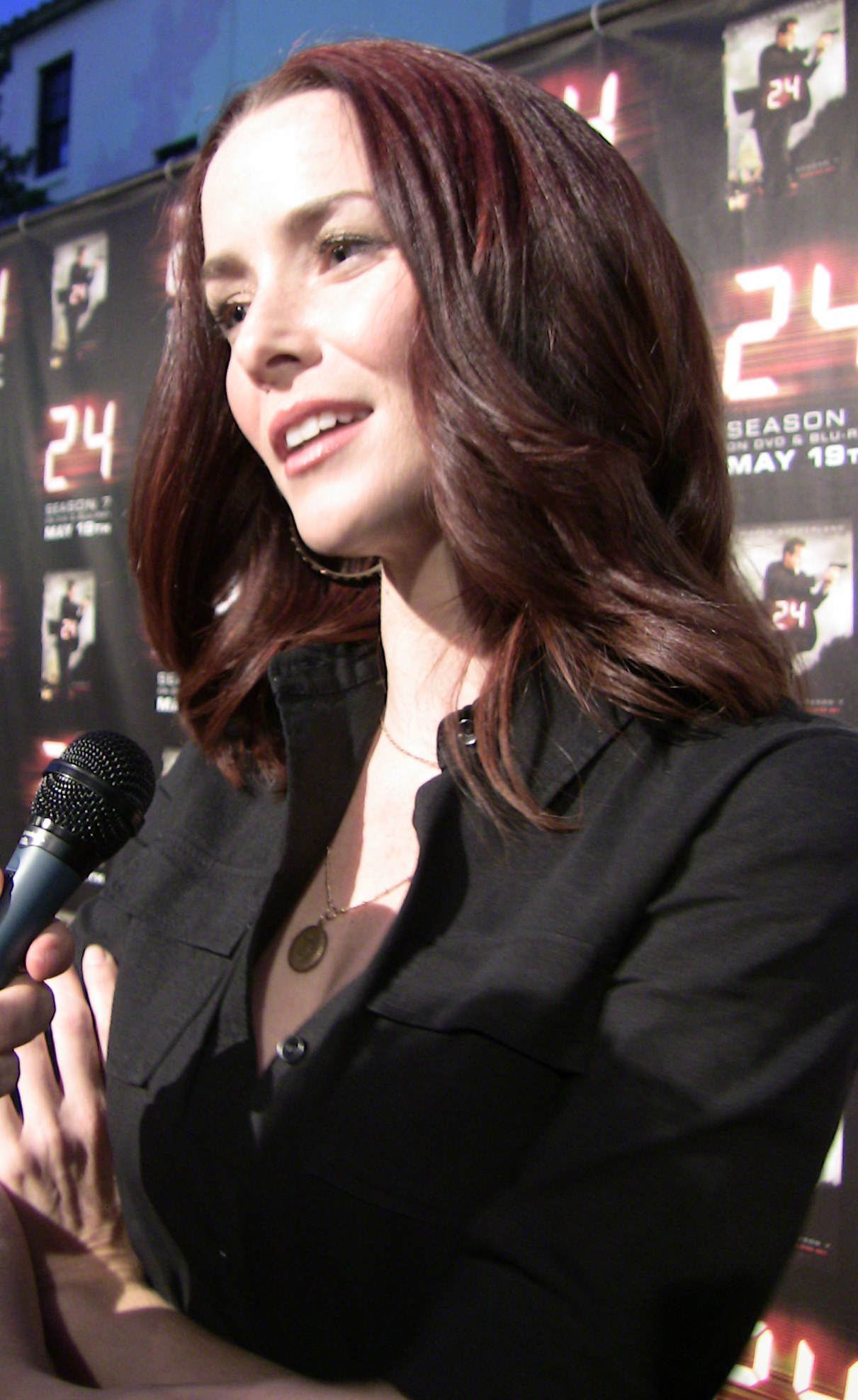
Annie Wersching interpreta Leslie Dean.
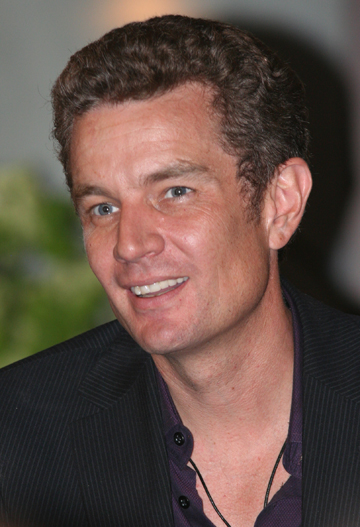
James Marsters interpreta Victor Stein.
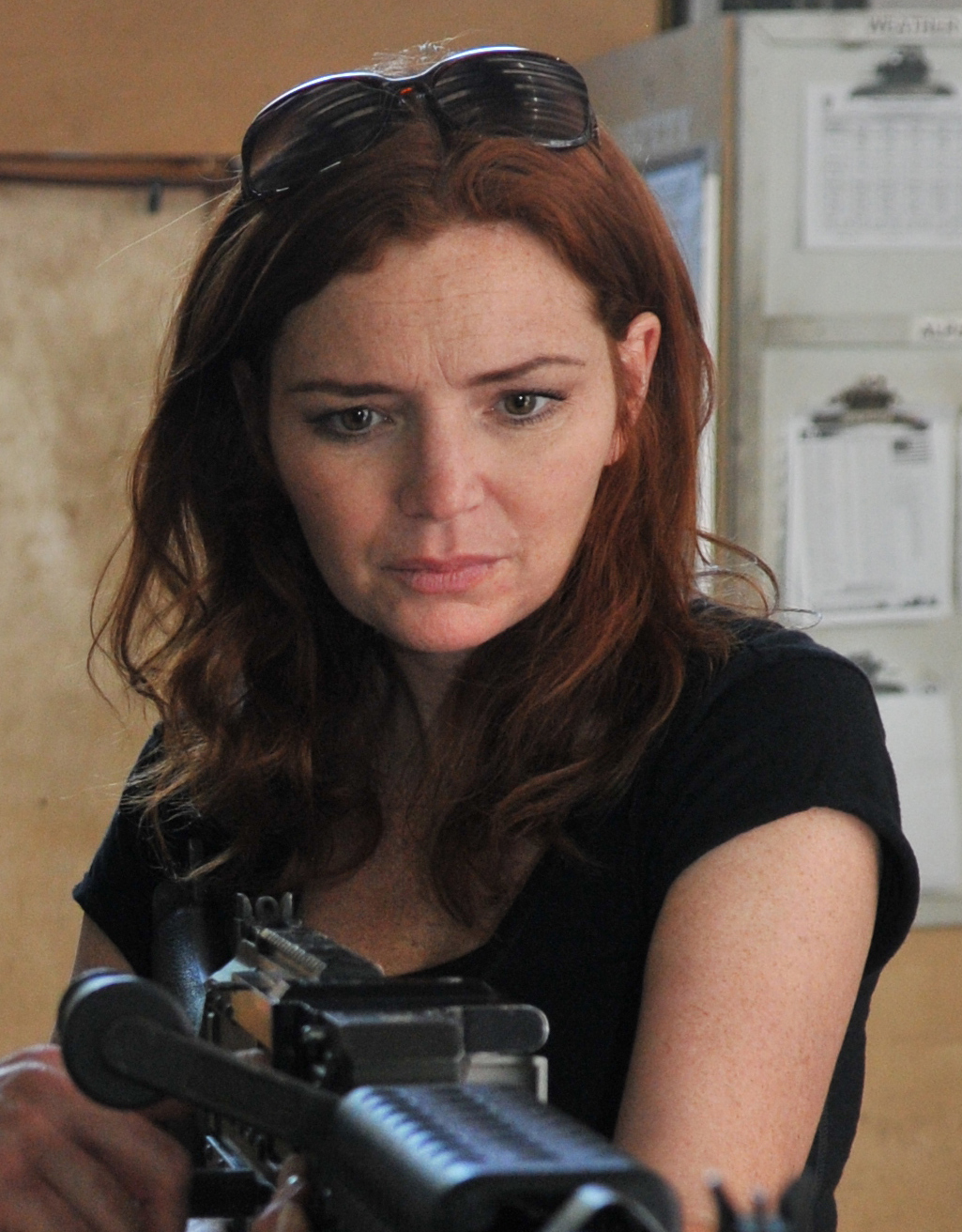
Brigid Brannagh interpreta Stacey Yorkes.
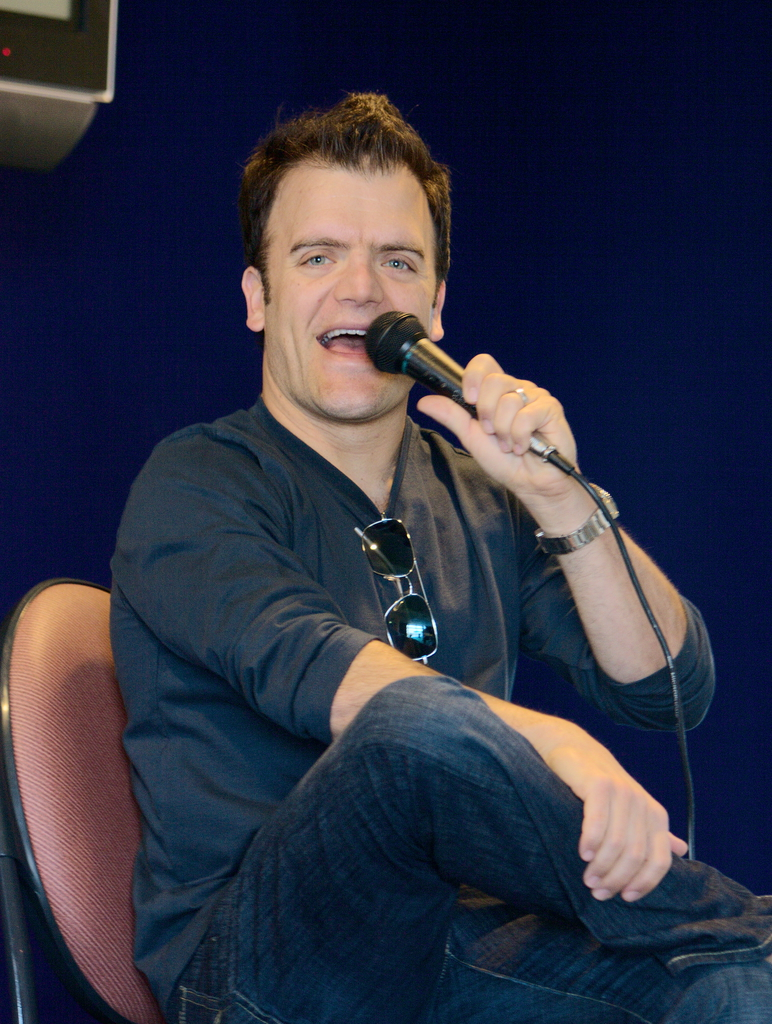
Kevin Weisman interpreta Dale Yorkes.

- Rhenzy Feliz com a Alex Wilder: un inhadaptat que anhela retrobar-se amb els seus amics de la infància. Té un alt intelecte i és el líder dels Runaways.[5]
- Lyrica Okano com a Nico Minoru: una Wicca que s'aïlla amb el seu aspecte gòtic i és membre dels Runaways. A diferència dels còmics, Nico no convoca el Staff of One per autolesionar-se. Okano va dir que això es va modificar, "per una bona raó", ja que hi hauria "molts adolescents joves veient el programa i no volem promoure res com l'autolesió perquè això és greu". Va afegir que encara hi hauria un element d'extracció de sang.[6]
- Virginia Gardner com a Karolina Dean: un híbrid humà-alien carregat per la seva educació religiosa que vol perseguir els seus propis desitjos en lloc de seguir els passos de la seva mare, i és membre dels Runaways.[5] Karolina té la capacitat de volar, de brillar amb la llum de l'arc de Sant Martí i de disparar raigs de llum.[7]
- Ariela Barer com a Gertrude Yorkes: una Riot Grrrl, activista social i membre dels Runaways. També té un enllaç telepàtic amb el seu dinosaure modificat genèticament, Old Lace.[5]
- Gregg Sulkin com a Chase Stein: un jugador de lacrosse de secundària que sovint és descartat com un deportista estúpid, però que mostra brillantor en enginyeria i és membre dels Runaways.[5] Sulkin i els escriptors volien que el personatge mostrés "més capes" que els còmics, i Sulkin va considerar que Chase era el més canviat dels Runaways del material original.[8] El personatge es representa amb el potencial de ser tan genial com el seu pare,[9] i construeix aparells, com ara poderosos guants armats anomenats "Fistigons".[10] Connor Falk interpreta un jove Chase.[11]
- Allegra Acosta com a Molly Hayes Hernandez: el membre més jove dels Runaways que es caracteritza per la seva actitud positiva. Molly descobreix que té la capacitat de la força sobrehumana i la invulnerabilitat.[5] Evelyn Angelos interpreta una jove Molly.[12]
- Angel Parker com a Catherine Wilder: La mare de l'Alex, una advocada d'èxit i membre de Pride.[5]
- Ryan Sands com a Geoffrey Wilder: El pare de l'Alex i un home de negocis fet a si mateix que va tenir un camí esgotador cap al seu èxit i és membre de Pride.[5]
- Annie Wersching com a Leslie Ellerh Dean: la mare de Karolina, una de les líders del grup religiós de culte l'Església de Gibborim i membre de Pride.[5][13] Mia Topalian retrata una jove Leslie Ellerh, mentre que Charlie Townsend la retrata de petita.
- Kip Pardue com a Frank Dean: el pare de Karolina, una antiga estrella adolescent que lluita en la seva carrera professional com a actor i es converteix en un dels líders de l'Església de Gibborim.[2][13] A diferència dels còmics, Frank no és actualment membre de Pride. Pardue va descriure el personatge com l'"enllaç" entre els Runaways i Pride, dient: "Tot aquest espectacle tracta sobre els nens que lluiten amb els seus pares. Frank segueix aquesta línia i ha d'esbrinar on es troben les seves lleialtats".[14]
- Ever Carradine com a Janet Stein: la mare de Chase que té una ment brillant, és "una mare-professora perfecta" i membre de Pride.[2] Sorel Carradine interpreta una jove Janet.[11]
- James Marsters com a Victor Stein: el pare de Chase, un geni de l'enginyeria i membre de Pride.[2] Marsters es va inspirar en la interpretació de Vincent D'Onofrio de Wilson Fisk a Daredevil, dient que era "exactament el contrari del que esperava", i també va buscar punts en comú amb Victor, dient: "No sóc un pare abusiu, però no sóc un pare perfecte. No crec que ningú ho sigui". Va afegir que Victor només vol que Chase estigui a l'altura del seu potencial.[9] Tim Pocock interpreta un jove Victor.[11]
- Brigid Brannagh com a Stacey Yorkes: la mare de Gert, una bioenginyera, i un membre de Pride.[2]
- Kevin Weisman com a Dale Yorkes: el pare de Gert, un bioenginyer, i un membre de Pride.[2]
- Brittany Ishibashi com a Tina Minoru: la mare de Nico, que és una innovadora brillant, un CEO despietat i una mare estricte perfeccionista que és membre de Pride.[2] El personatge va aparèixer anteriorment a la pel·lícula Doctor Strange, en un paper menor com a Mestre de les Arts Místiques, interpretat per Linda Louise Duan.[15][16][17] Els productors es van sentir lliures de reformular el paper i crear una versió diferent de Tina Minoru, ja que Duan no va ser nomenada com el personatge a la pel·lícula.[18]
- James Yaegashi com a Robert Minoru: el pare de Nico i un membre de Pride que és un innovador brillant.[2]
- Julian McMahon com a Jonah: el pare biològic de Karolina, un membre de la raça alienígena coneguda com els Gibborim que és el benefactor de Pride.[19] McMahon va descriure a Jonah com "el tipus ric que està bastant impulsat per l'ego i per la missió... que està intentant aconseguir certes coses i si alguna cosa s'interposa en el seu camí, hi passarà per sobre seu", cosa que considerava semblant a Victor von Doom, a qui va retratar a Els Quatre Fantàstics i la seva seqüela. També va revelar que no va aparèixer en els episodis anteriors com el personatge en el seu estat proper a la mort, ja que havia estat escollit després que s'haguessin completat els quatre primers episodis.[20] Ric Sarabia va interpretar el personatge en aquest estat, cosa que McMahon va dir que va necessitar cinc hores d'aplicació de maquillatge.[20]
- Clarissa Thibeaux com a Xavin: un alienígena que canvia de forma que creu en una profecia en que està promès amb Karolina.

### Recurrents

#### Presentats a la temporada 1
- Danielle Campbell com a Eiffel: una noia que va a l'Atlas Academy i menysprea Karolina i està enamorada de Chase.
- Pat Lentz com a Aura: membre de l'Església de Gibborim que treballa per als Deans. Sarah Ann Vail interpreta una jove Aura.
- Heather Olt com a Frances: membre de l'Església de Gibborim que treballa per als Deans. Alexa Marie Anderson interpreta una jove Frances.
- DeVaughn Nixon com Darius Davis: un antic soci de Geoffrey que li guarda rancor.
- Cody Mayo com Vaughn Kaye: assistent de Leslie Dean a l'Església de Gibbborim
- Alex Fernandez com a Flores: un tinent de LAPD que treballa per a Pride.
- Ozioma Akagha com a Tamar Davis: la dona de Darius que està embarassada del seu fill Xerxes i que finalment va donar a llum.

A la sèrie apareix Old Lace, un Deinonychus modificat genèticament i vinculat telepàticament amb Gert Yorkes. El personatge està representat per un titella que era operat per sis persones, inclosa una persona que bombejava aire a través del titella per mostrar la respiració del dinosaure. Barer va qualificar el titella d'"increïble... Veus les seves emocions. No en fem ús."

#### Presentats a la temporada 2
- Ajiona Alexus com a Livvie: cunyada de Darius i interès amorós d'Alex.
- Helen Madelyn Kim com a Megan: una empleada mil·lenària de Pride que sense saber-ho és abusada pels seus caps.
- Myles Bullock com Anthony "AWOL" Wall: la parella corrupta de Flores que persegueix els Runaways.

#### Presentat a la temporada 3
- Elizabeth Hurley com a Morgan le Fay: una poderosa bruixa de la dimensió fosca.[22][23]
- Scarlett Byrne com a Bronwyn: membre de l'aquelarre de bruixes de Morgan le Fey.

### Convidats

#### Presentats a la temporada 1
- Zayne Emory com a Brandon: membre de l'equip de lacrosse de Chase.
- Timothy Granaderos com a Lucas: membre de l'equip de lacrosse de Chase.
- Nicole Wolf com a Destiny Gonzalez: una dona jove que s'uneix a l'Església de Gibborim i poc després és sacrificada per l'Orgull.
- Nathan Davis Jr. com a Andre: un soci de Darius que s'utilitza com a sacrifici per a l'Orgull.
- Lee Fraley com a David Ellerh: el fundador de l'Església de Gibborim i el pare de Leslie. Nathan Sutton interpreta un jove David.
- Ryan Doom com Alphona: entrenador de lacrosse de Chase.
- Devan Chandler Long as Kincaid: un home contractat per Tina Minoru per a propòsits tortuosos.
- Kimmy Shields com a partidària del club de Gert.
- Anjelika Washington com a partidària del club de Gert.
- Cooper Mothersbaugh com a partidari del club de Gert.
- Amanda Suk com a Amy Minoru: la germana de Nico, la millor amiga d'Alex i la filla de Tina i Robert que va morir abans de l'inici de la sèrie. Chandler "ChaCha" Shen interpreta una jove Amy.
- Vladimir Caamaño com a Gene Hernandez: un geòleg que és el pare de Molly i un antic membre de Pride que va morir en un incendi.
- Carmen Serano com Alice Hernandez: una geòloga que és la mare de Molly i una antiga membre de Pride que va morir en un incendi.
- Jorge Diaz com a Earl: un activista social simpàtic amb el qual Gert fa amistat.
- Marlene Forte com Graciela Aguirre: una parent llunyana de Molly.

Stan Lee fa un cameo com a conductor d'una limusina.

#### Presentats a la temporada 2
- Ryan Dorsey com a Mike: un motorista sense sostre que causa problemes als Runaways.
- Jan Luis Castellanos com a Topher: un misteriós noi del carrer amb una gran força que s'uneix breument als Runaways.
- Efrain Figueroa com a Joseph: pare de Topher que va ser ferit pel seu fill.
- Rose Portillo com a Eileen: la mare de Topher que el va expulsar de casa.
- Veronica Diaz com a Sofia: la germana de Topher que és infermera.
- Damien Diaz com Oscar Gonzalez: germà de Destiny que Frank mata en defensa pròpia.
- Elayn J. Taylor com a Nana B: la mare de Darius i la sogra de la Tamar.
- Brie Carter com a Mary: una empleada mil·lenària de Pride que sense saber-ho és abusada pels seus caps.
- Steve O'Young com a Mitch: membre de l'equip de vaga d'AWOL.
- Kathleen Quinlan com a Susan Ellerh: membre de l'Església de Gibborim i mare de Leslie
- Kara Royster com a Wendy: una empleada mil·lenari de Pride que s'interessa per Chase.

En aquesta temporada es presenta el fill petit de Darius i Tamar, Xerxes.

#### Presentats a la temporada 3
- Anjali Bhimani com a Mita Nansari: una empleada de WIZARD.
- Emily Alabi com a Cassandra: membre de l'esquelet de bruixes de Morgan le Fey.
- John Ales com Quinton el Gran: un mag mag i el propietari original de l'alberg.
- Marilyn Tokuda com Akari Minoru: la mare de la Tina i l'àvia de Nico.
- Minae Noji com a Tokiko Minoru: germana de Tina i tia de Nico.
- Brianna Ishibashi com a Judith Minoru: germana de Tina i tia de Nico.
- Granville Ames com Curtis Stein: el pare de Victor i l'avi de Chase.
- Elliot Fletcher com a Max: un desafortunat intern de WIZARD que es fa amistat amb Gert.
- Martin Martinez com a Bodhi: membre de la renovada església de Gibborim que es fa amistat amb Molly.
- Claudia Sulewski com a Julie: la núvia de Karolina d'un futur alternatiu.
- Olivia Holt com a Tandy Bowen / Dagger:
Una adolescent amb la capacitat d'emetre punyals lleugers que poden causar dolor corporal, enlluernar i purgar les addiccions dels seus objectius des de la distància. A més, pot veure les grans esperances dels que toca i fins i tot robar-les per ella mateixa. Holt interpretava el personatge a la sèrie Cloak & Dagger.[25]
- Aubrey Joseph com Ty Johnson / Cloak:
Un adolescent amb la capacitat de generar i embolicar els altres a l'ombra i transportar-los a la dimensió fosca. A més, pot veure les pors més grans dels que toca i també es pot teletransportar a llargues distàncies. Joseph interpretava el personatge a Cloak & Dagger.[25]

En aquesta temporada es presenta la filla petita de Jonah i Leslie, Elle.

## Episodis
| Temporada | Temporada | Episodis | Episodis | Dates d’estrena        | Dates d’estrena        |
| Temporada | Temporada | Episodis | Episodis | Primera estrena        | Última estrena         |
| --------- | --------- | -------- | -------- | ---------------------- | ---------------------- |
|           | 1         | 10       | 10       | 21 de novembre de 2017 | 9 de gener de 2018     |
|           | 2         | 13       | 13       | 21 de desembre de 2018 | 21 de desembre de 2018 |
|           | 3         | 10       | 10       | 13 de desembre de 2019 | 13 de desembre de 2019 |

## Producció

### Desenvolupament
Brian K. Vaughan va ser contractat per escriure un guió per a Marvel Studios el maig de 2008, basat en el seu còmic Runaways. L'abril de 2010, Marvel va contractar Peter Sollett per dirigir la pel·lícula, i un mes després Drew Pearce va signar per escriure un nou guió. El desenvolupament de la pel·lícula es va suspendre l'octubre de 2010, i Vaughan va assenyalar més tard que Marvel Studios havia decidit centrar els seus esforços en una pel·lícula de Guardians of the Galaxy. Pearce va explicar el setembre de 2013 que la pel·lícula Runaways havia estat arxivada a causa de l'èxit de The Avengers; el més aviat que es podria fer la pel·lícula seria per a la tercera fase del Marvel Cinematic Universe. L'octubre de 2014, després d'anunciar les pel·lícules de la Fase Tres de Marvel sense Runaways, el president de Marvel Studios, Kevin Feige, va dir que el projecte «encara era un guió fantàstic que existeix a la nostra caixa de guions... A les nostres discussions televisives i futures pel·lícules, sempre en parlem, perquè hi tenim un esborrany sòlid. [Però] no podem fer-los tots.»
Marvel Television, amb seu a ABC Studios, estava esperant el productor creador adequat abans de seguir endavant amb una adaptació per a la televisió dels personatges. Josh Schwartz i Stephanie Savage, la companyia dels quals, Fake Empire Productions, tenia un acord global amb ABC, van plantejar de manera independent la propietat durant una reunió general amb l'estudi i, a l'agost de 2016, tots dos havien passat un any conversant amb Marvel sobre convertir Runaways en una sèrie de televisió. Aquell mes, es va anunciar que el servei de streaming Hulu havia encarregat un episodi pilot i guions per a una temporada completa de Runaways, que seria coproduïda per Marvel Television, ABC Signature Studios i Fake Empire Productions. Es creia que Hulu ja tenia «l'ull posat en una llum verda per a tota la temporada». El productor executiu Jeph Loeb va considerar que "va ser una decisió fàcil" que Hulu emetés la sèrie a les altres xarxes amb què treballa Marvel Television, perquè "estàvem molt entusiasmats amb la possibilitat d'unir-nos a una cadena que era jove i creixia de la mateixa manera que vam anar a Netflix quan era jove i creixia. Realment sembla que estem al lloc correcte en el moment adequat amb l'espectacle adequat". Loeb i Marvel Television també van quedar impressionats per l'èxit de The Handmaid's Tale de Hulu, que va ajudar a justificar encara més la decisió. Schwartz i Savage van escriure el pilot i van actuar com a productors creadors de la sèrie, així com productors executius al costat de Loeb i Jim Chory. El maig de 2017, Runaways va rebre una comanda de sèrie de 10 episodis de Hulu a la seva presentació anual de publicitat.
Lis Rowinski de Fake Empire va produir la sèrie, i Vaughan va fer de consultor executiu. Sobre això, Vaughan va assenyalar que «va fer una mica de consultoria al principi del procés», però va considerar que la sèrie «va trobar els 'pares adoptius' ideals en Josh Schwartz i Stephanie Savage... [que] van adaptar amb amor [els còmics] en un drama elegant que se sent com el Los Angeles contemporani». També va elogiar el repartiment, la tripulació i els escriptors que treballaven en la sèrie, i va sentir que el pilot semblava "com un còmic d'Adrian Alphona", referint-se a l'artista que va treballar amb Vaughan quan va crear els personatges. Loeb va dir que havien estat Schwartz i Savage els que havien demanat que Vaughan s'impliqués, i va dir que això era una cosa que «molts showrunners no graviten immediatament». En converses amb Vaughan, Marvel va trobar que «realment volia participar i assegurar-se que es fes, no només correctament, sinó de manera que durés 100 episodis». Vaughan també creia que Runaways estava "molt més a gust a la televisió" que si s'hagués adaptat a un llargmetratge tal com es va desenvolupar originalment. Va donar suport als diferents canvis que van fer Schawartz i Savage, com ara canviar Molly Hayes per convertir-se en Molly Hernandez i ser una mica més gran, així com presentar una germana que havia mort de Nico Minoru.
El 8 de gener de 2018, Hulu va renovar la sèrie per a una segona temporada de 13 episodis i el 24 de març de 2019, per a una tercera temporada de deu episodis. El novembre, es va anunciar que la tercera temporada seria la darrera de la sèrie.

### Escriptura
Schwartz havia estat un fan del còmic Runaways durant un temps, i el va presentar a Savage, dient: "Quan ets adolescent, tot se sent com la vida o la mort, i les apostes en aquesta història, realment se senten així". Loeb va descriure la sèrie com a The O.C. del Marvel Cinematic Universe (MCU), que Schwartz va dir que significava "tractar els problemes dels adolescents com si fossin adults" i fer que la sèrie "se senti real i autèntica per a l'experiència adolescent, fins i tot en aquest context elevat". Loeb va assenyalar que tractaria qüestions polítiques modernes dient: "Aquest és un moment en què es qüestionen les figures d'autoritat, i aquesta és una història on els adolescents es troben en aquella edat a la qual veuen els seus pares com a fal·libles i humans. Que algú estigui al capdavant no vol dir que estigui aquí per fer el bé." Els productors van assenyalar que la sèrie també exploraria la perspectiva dels pares, amb el pilot explicant la història des de la perspectiva dels Runaways, i el segon episodi mostrant la mateixa història des de la perspectiva dels seus pares, Pride, amb les dues històries convergint cap a la meitat de la primera temporada.
Com que la tercera temporada era l'última de la sèrie, «es va dir que la història arribava a un punt final natural». Quan van elaborar la temporada, Schwartz i Savage no estaven segurs de si la temporada seria l'última de la sèrie, de manera que «van voler assegurar-se que el final fos el més satisfactori possible» i el van crear com si fos un final de sèrie, mentre «tenia el potencial d'una altra història per si es tractava d'alguna cosa que podíem veure a la pantalla o alguna cosa que viu en la imaginació de l'audiència». Els darrers moments de l'episodi veuen l'Àlex trobar una nota del seu futur jo, dient-li que amagui "Mancha" i que mati la Nico; als còmics, Victor Mancha era el fill d'Ultron que s'uniria als Runaways per convertir-se en un heroi, i l'Alex traïa els seus amics. També es presenten elements de viatge en el temps a l'episodi final, una cosa de la que s'havia tantejat en les temporades anteriors, que Savage va dir que estava «a l'ADN dels còmics, així que era una cosa que volíem honrar».

### Càsting

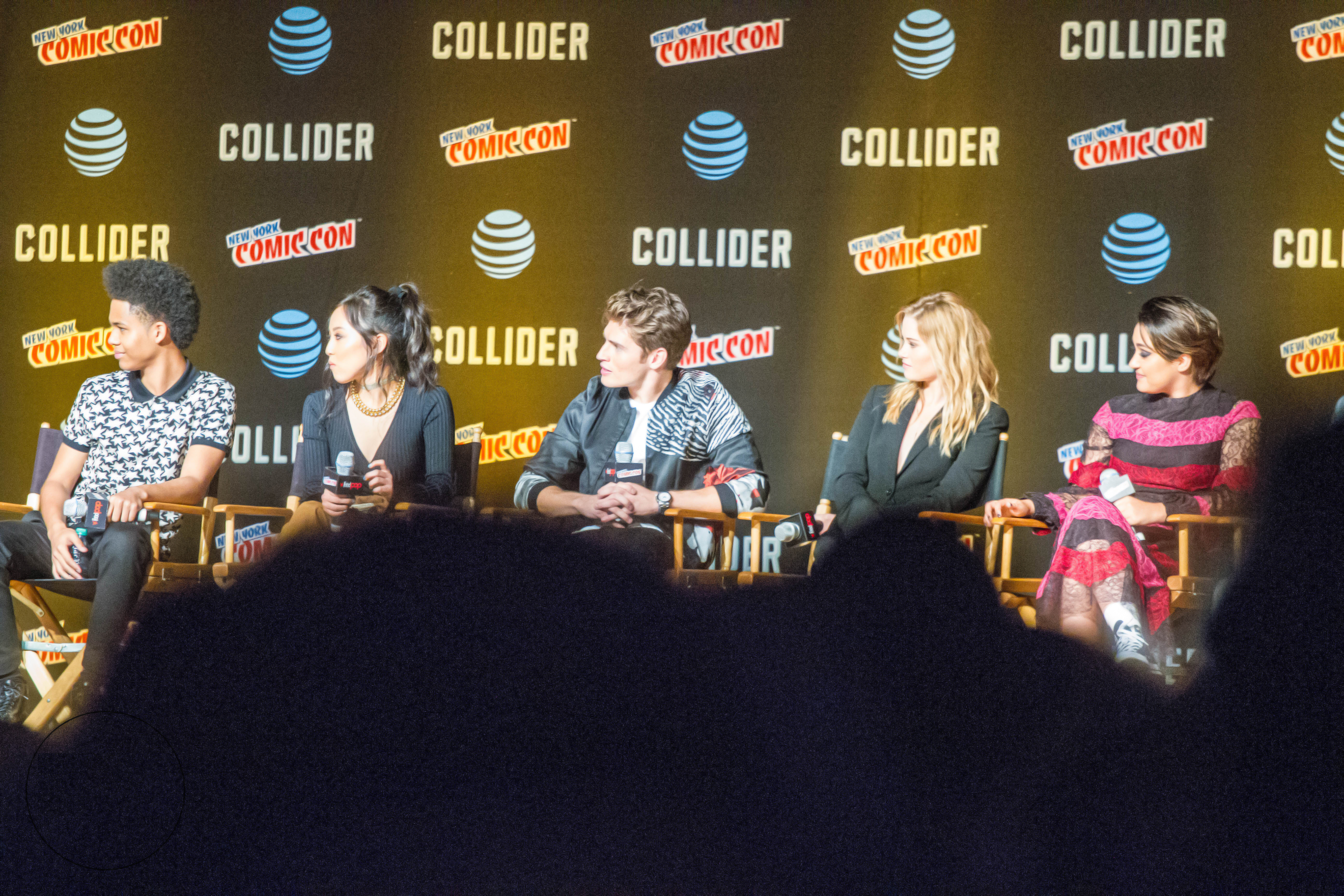
Repartiment de Runaways a la New York Comic Con del 2017 (LR: Rhenzy Feliz, Lyrica Okano, Gregg Sulkin, Virginia Gardner i Ariela Barer)

El febrer de 2017, Marvel va anunciar el càsting de Runaways, amb Rhenzy Feliz com a Alex Wilder, Lyrica Okano com a Nico Minoru, Virginia Gardner com a Karolina Dean, Ariela Barer com a Gert Yorkes, Gregg Sulkin com a Chase Stein i Allegra Acosta com a Molly Hernandez. Poc després, Marvel va anunciar el de Pride, amb Ryan Sands com a Geoffrey Wilder, Angel Parker com a Catherine Wilder, Brittany Ishibashi com a Tina Minoru, James Yaegashi com a Robert Minoru, Kevin Weisman com a Dale Yorkes, Brigid Brannagh com a Stacey Yorkes, Annie Wersching com a Leslie Dean, Kip Pardue com a Frank Dean, James Marsters com a Victor Stein i Ever Carradine com a Janet Stein. Loeb va elogiar el director de càsting Patrick Rush, explicant que totes els actors regulars de Runaways eren la primera opció dels productors per al paper. La majoria dels nois estan interpretats amb "cares fresques", el que va ser una elecció intencionada. A l'agost de 2017, Julian McMahon va ser seleccionat per al paper recurrent de Jonah. Per a la segona temporada va ser ascendit a personatge regular.
Per a la segona temporada, Schwartz va assenyalar que apareixeran «personatges realment populars i emocionants» dels còmics. L'octubre de 2018, es va anunciar que Jan Luis Castellanos s'havia unit al repartiment com a Topher. Clarissa Thibeaux va ser elegida per al paper de Xavin.
El juny de 2019, es va anunciar l'elecció d'Elizabeth Hurley en el paper de Morgan le Fay per a la tercera temporada.

## Alliberament
Runaways es va estrenar amb els seus primers tres episodis a Hulu als Estats Units el 21 de novembre de 2017, amb la primera temporada formada per 10 episodis, i concloent el 9 de gener de 2018. L'episodi d'estrena es va emitre als Estats Units a Freeform el 2 d'agost de 2018, després de l'emissió del final de la primera temporada de Cloak & Dagger; l'emissió va formar part de l'associació de màrqueting en curs de Freeform amb Hulu. La primera temporada també va estar disponible a Disney+ quan es va llançar el 12 de novembre de 2019. La segona temporada, que consta de 13 episodis, es va estrenar íntegrament el 21 de desembre de 2018. La tercera temporada es va estrenar el 13 de desembre de 2019 i va estar disponible a Disney+, juntament amb la segona temporada, el 10 de gener de 2020. Runaways es va eliminar de Hulu i Disney+ a nivell mundial el 26 de maig de 2023, com a part de les mesures de reducció de costos de Disney. La sèrie es va mantenir disponible per comprar o llogar mitjançant serveis de vídeo a la carta.

## Recepció

### Resposta crítica
| Temporada | Temporada | Medio crítico      | Medio crítico      |
| Temporada | Temporada | Rotten Tomatoes    | Metacritic         |
| --------- | --------- | ------------------ | ------------------ |
|           | 1         | 86% (84 ressenyes) | 68% (22 ressenyes) |
|           | 2         | 84% (25 ressenyes) | TBA                |
|           | 3         | 83% (12 ressenyes) | TBA                |

El lloc web de l'agregador de ressenyes Rotten Tomatoes va informar d'una puntuació d'aprovació del 86% per a la primera temporada, basada en 84 ressenyes, amb una puntuació mitjana de 7,8/10. El consens del lloc web diu: "Sincera, divertit i més equilibrada que el seu material original, Runaways troba una base sòlida en un gènere sobresaturat". Metacritic, que utilitza una mitjana ponderada, va assignar una puntuació de 68 sobre 100 basada en 22 crítics, indicant "crítiques generalment favorables".
La segona temporada té una puntuació d'aprovació del 84% a Rotten Tomatoes, basada en 25 ressenyes. El consens crític del lloc web afirma: "Runaways arriba a la pista a la seva segona temporada, però tot i que aprofundeix en les connexions entre el seu repartiment expansiu, les històries fórmules i una dependència excessiva dels dispositius argumentals impedeixen que maduri completament en un estudi de personatges convincent."
La tercera temporada té una puntuació d'aprovació del 83% a Rotten Tomatoes, basada en 12 ressenyes, amb una valoració mitjana de 7,9/10. El consens crític del lloc web afirma: "En centrar-se en el seu repartiment conjunt fort i en els moments de personatges que els fans han estimat, Runaways acaba les seves tres temporades amb una nota alta emocionant i sorprenentment introspectiva".

### Premis i nominacions
| Any  | Premi                  | Categoria                                             | Destinatari       | Resultat  | Ref.   |
| ---- | ---------------------- | ----------------------------------------------------- | ----------------- | --------- | ------ |
| 2017 | Premis Golden Issue    | Millor repartiment de conjunt                         | Runaways          | Guanyador | [ 57 ] |
| 2018 | Premis Jerry Goldsmith | Millor puntuació per a un programa de televisió       | Siddhartha Khosla | Nominat   | [ 58 ] |
| 2018 | Premis Saturn          | Millor sèrie de superherois de nous mitjans           | Runaways          | Nominat   | [ 59 ] |
| 2019 | Premis IMC             | Premis BMI Streaming Media                            | Siddhartha Khosla | Guanyador | [ 60 ] |
| 2019 | Premis Saturn          | Millor sèrie de televisió de superherois en streaming | Runaways          | Nominat   | [ 61 ] |
| 2019 | Premis Teen Choice     | Selecció de programa de televisió dramàtic            | Runaways          | Nominat   | [ 62 ] |